# Bürgermeisterei Alsdorf
Die Bürgermeisterei Alsdorf war eine von ursprünglich 42 preußischen Bürgermeistereien, in die sich der 1816 neu gebildete Kreis Bitburg im Regierungsbezirk Trier verwaltungsmäßig gliederte. Der Verwaltung der Bürgermeisterei unterstanden bis 1856 fünf, nach der Auflösung der Bürgermeistereien Bettingen und Messerich zehn Gemeinden. Der Verwaltungssitz war in der heutigen Ortsgemeinde Alsdorf im Eifelkreis Bitburg-Prüm in Rheinland-Pfalz.

## Gemeinden und zugehörende Ortschaften

### Stand 1843
Zur Bürgermeisterei Alsdorf gehörten folgende Gemeinden:
- Alsdorf (258 Einwohner)
- Kaschenbach (82)
- Niederweis (218) mit dem Hof Höhjung (auch Junghof, 14), der Maiers-Mühle (9) und dem Haus Eisennacherbach (8)
- Oberecken (20), heute Teil von Alsdorf
- Prümerburg (24), heute Teil von Prümzurlay

Insgesamt lebten 1843 im Bürgermeistereibezirk 633 Menschen in 75 Wohnhäusern. Alle Einwohner waren katholisch. Es gab eine Kirche in Alsdorf, je eine Kapelle in Kaschenbach und Niederweis, Schulen gab es in Alsdorf und Niederweis.

### Stand 1856
Nach dem im Jahr 1846 erfolgten Zusammenschluss mit den Bürgermeistereien Bettingen und Messerich verwaltete die Bürgermeisterei Alsdorf die Gemeinden:
- Alsdorf
- Bettingen
- Birtlingen
- Kaschenbach
- Messerich
- Niederstedem
- Niederweis
- Oberecken
- Oberstedem
- Wettlingen

## Geschichte
Alle Ortschaften im Verwaltungsbezirk der Bürgermeisterei gehörten vor 1794 zur luxemburgischen Propstei Echternach. Im Jahr 1794 hatten französische Revolutionstruppen die Österreichischen Niederlande, zu denen das Herzogtum Luxemburg gehörte, besetzt und im Oktober 1795 annektiert. Unter der französischen Verwaltung kam das Gebiet zum Kanton Bitburg, der bis 1814 zum Arrondissement Bitburg im Departement der Wälder gehörte.
Anfang 1814 endete die französische Herrschaft in dieser Region. Sie wurde nach dem Pariser Frieden vom Mai 1814 zunächst provisorisch dem Generalgouvernement Nieder- und Mittelrhein unterstellt. Aufgrund der 1815 auf dem Wiener Kongress getroffenen Vereinbarungen wurde das vormals luxemburgische Gebiet östlich der Sauer und der Our dem Königreich Preußen zugeordnet. Unter der preußischen Verwaltung wurden im Jahr 1816 Regierungsbezirke und Kreise neu gebildet, Die Bürgermeisterei Alsdorf wurde dem Kreis Bitburg im Regierungsbezirk Trier und der Provinz Niederrhein (von 1822 an Rheinprovinz) zugewiesen. Dagegen behielt Preußen in der Regel die Verwaltungsbezirke der französischen Mairies vorerst bei. Die Bürgermeisterei Alsdorf entsprach anfangs insoweit der vorherigen Mairie Alsdorf.
Im Jahr 1840 begann man die Verwaltung in der Region neu zu gliedern. 1856 wurden die Bürgermeistereien Bettingen und Messerich aufgelöst und die zugehörenden Gemeinden der Bürgermeisterei Alsdorf angegliedert. Im Jahr 1914 wurden die Bürgermeistereien Alsdorf, Dockendorf, Peffingen und Schankweiler zusammengeschlossen und aus ihnen die Bürgermeisterei Wolsfeld (ab 1927 Amt Wolsfeld) neu gebildet. Schon seit 1870 war der gemeinsame Verwaltungssitz der vier ansonsten eigenständigen Bürgermeistereien in Wolsfeld.
Alsdorf, Kaschenbach, Niederweis, Oberecken und Prümerburg gehören heute verwaltungsmäßig zur Verbandsgemeinde Südeifel, die übrigen Gemeinden zur Verbandsgemeinde Bitburger Land im Eifelkreis Bitburg-Prüm in Rheinland-Pfalz.